# Pereżyry
Pereżyry (biał. Пярэжары; ros. Пережары) – wieś na Białorusi, w obwodzie mińskim, w rejonie wołożyńskim, w sielsowiecie Raków.

## Historia
W czasach zaborów wieś i folwark w gminie Raków, w powiecie mińskim, w guberni mińskiej Imperium Rosyjskiego
W latach 1921–1945 wieś i majątek (wcześniej folwark) leżały w Polsce, w województwie wileńskim, w powiecie stołpeckim, a od 1927 w powiecie mołodeckim, w gminie Raków.
Siedziba dawnej gminy Pereżyry.
Według Powszechnego Spisu Ludności z 1921 roku zamieszkiwało:
- majątek – 38 osób, 17 było wyznania rzymskokatolickiego a 21 prawosławnego. Jednocześnie wszyscy mieszkańcy zadeklarowali polską przynależność narodową. Było tu 9 budynków mieszkalnych[3]. W 1931 w 2 domach zamieszkiwało 19 osób[4].
- wieś – 270 osób, 32 były wyznania rzymskokatolickiego a 238 prawosławnego. Jednocześnie wszyscy mieszkańcy zadeklarowali polską przynależność narodową. Było tu 51 budynków mieszkalnych[3]. W 1931 w 53 domach zamieszkiwały 322 osoby[4].

Wierni należeli do parafii rzymskokatolickiej i prawosławnej w Rakowie. Miejscowość podlegała pod Sąd Grodzki w Rakowie i Okręgowy w Wilnie; właściwy urząd pocztowy mieścił się w Rakowie.
W wyniku napaści ZSRR na Polskę we wrześniu 1939 miejscowość znalazła się pod okupacją sowiecką. 2 listopada została włączona do Białoruskiej SRR. Od czerwca 1941 roku pod okupacją niemiecką. W 1944 miejscowość została ponownie zajęta przez wojska sowieckie i włączona do Białoruskiej SRR.
Od 1991 w składzie niepodległej Białorusi.